# Чемпіонат світу з футболу 2022
Чемпіонат світу з футболу 2022 (араб. 2022 كأس العالم لكرة القدم, англ. 2022 FIFA World Cup) — 22-й чемпіонат світу з футболу ФІФА, фінальний етап якого проходив з 20 листопада по 18 грудня 2022 року в Катарі.
Крім того, світова першість вперше відбувалася на Близькому Сході, а також — у Північній півкулі — восени й узимку. Це зумовлено погодними умовами в країні-господарці, де в червні-липні спостерігається надмірно висока температура повітря, понад 40 °C. Організатора чемпіонату світу 2022 року було названо 2 грудня 2010 року в Цюриху (Швейцарія). Фінальний матч відбувся 18 грудня 2022 року між збірними Аргентини та Франції на Національному стадіоні в Лусаїлі. Аргентина здобула перемогу у серії пенальті 4:2, основний та додатковий час завершились внічию 3:3.
Незважаючи на гучний корупційний скандал, пов'язаний з вибором країни-господарки ЧС-2022, ФІФА спростувала дані про можливе перенесення чемпіонату з Катару. Це останній чемпіонат світу з футболу ФІФА з 32-ма командами.

## Вибір господаря
За право проведення чемпіонату 2022 року боролися Катар, Австралія, Японія, Південна Корея та США.
2 грудня 2010 року в Цюриху було оголошено результат таємного голосування у виконавчому комітеті ФІФА, згідно з яким господарем чемпіонату світу став Катар.
Претенденти
- Катар
- Австралія
- Японія
- Південна Корея
- США

Вибір господаря цього чемпіонату часто піддавався критиці з декількох причин, основною з яких є клімат: занадто висока температура в Катарі влітку, коли зазвичай проводиться чемпіонат. Організатори зобов'язалися побудувати стадіони із системами охолодження, але поточний стан підготовки не влаштовує футбольних функціонерів. Також критикували становище робітників, які працюють на будівництві призначених для ЧС об'єктів. У травні 2014 року президент ФІФА Йозеф Блаттер заявив, що вибір Катару як господаря чемпіонату був помилкою

## Календар подій
- 2 грудня 2010 - Виконавчий комітет ФІФА у Цюриху оголосив країну-господарку турніру (Катар).
- 20 березня 2015 року ФІФА офіційно підтвердила, що Кубок світу 2022 року в Катарі відкриється 20 листопада 2022 року, а фінал відбудеться 18 грудня, що також збігається з національним днем Катару. Крім того, через запеклі бої в загальноосвітніх європейських лігах, ФІФА скоротила графік Кубка світу 2022 року з початкових 32 днів до 29 днів.
- з червня 2019 по червень 2022 проходила кваліфікація чемпіонату світу 2022 у всіх шести континентальних конфедераціях.
- 15 липня 2020 року було оголошено розклад Кубка світу 2022 року в Катарі. Гра відкриття розпочнеться 20 листопада 2022 року, а фінал відбудеться на стадіоні Лассель, який вміщує 80 000 людей, о 18:00 за місцевим часом 18 грудня.
- 1 квітня 2022 відбулося жеребкування фінальної стадії турніру. На момент жеребкування троє учасників турніру не були відомі, при цьому їх розподілено до четвертого, найнижчого, кошика.

## Проблеми та скандали

### Куплене рішення (корупціяуФІФА)
У Катарі немає ніякої футбольної інфраструктури. До того ж температура повітря там влітку перевищує 50 °C.
Як з'ясувало розслідування британського часопису The Sunday Times, рішення надати Катару право на проведення Чемпіонату світу 2022 купили за хабарі членам Виконкому ФІФА у розмірі понад 5 млн доларів, які сплатив голова Азійської конфедерації футболу Мохаммед бін Хаммам.
Значні суми він переказував на персональні рахунки членів виконкому та корпоративні рахунки африканських і карибських футбольних асоціацій, у яких було чотири місця у виконкомі FIFA. Так, 800 000 доларів отримала футбольна асоціація Кот-д'Івуару, дві виплати по 400 000 доларів були зроблені на рахунок Африканської конфедерації футболу, 1,5 млн доларів пішло на рахунок представника Тринідаду і Тобаго Джека Ворнера, майже 400 000 доларів готівкою роздали главам африканських футбольних організацій, 305 000 євро отримав член виконкому FIFA від Футбольної конфедерації Океанії Рейналдо Темарі.

### Кліматичні умови Катару
Традиційно чемпіонати світу з футболу відбуваються у середині року, переважно у червні-липні, тобто літні місяці Північної півкулі. Турніри, що проходили у ці місяці країнах Південної півкулі, відбувалися в умовах відносно м'яких зим. Відповідно до цього сплановані календарі національних і міжнародних змагань. Однак цей період у Катарі вирізняється надто несприятливими погодними умовами - температура в червні-липні зазвичай перевищує 40 °C, іноді наближаючись до позначки в 50 °C, часто за високої вологості повітря. У зимові ж місяці температура вдень становить близько 25 градусів тепла (що відповідає літнім погодним умовам у Європі). Тож після вибору Катару як місця проведення ЧС, стали з'являтися варіанти перенесення турніру на зиму. Однак багато футбольних асоціацій і МОК висловили свою опозицію проведенню Мундіаль-2022 восени або взимку, оскільки це порушить звичний хід всього футбольного сезону. Але все ж був досягнутий компроміс і ФІФА вирішила провести турнір з листопада по грудень.
25 вересня 2015 року ФІФА визначила час проведення Кубку світу 2022 року в Катарі - вперше у північній півкулі взимку, з 20 листопада по 18 грудня, тривалістю 29 днів. 13 липня 2018 року президент ФІФА Джанні Інфантіно ще раз підтвердив це на офіційній прес-конференції ФІФА.

### Жертви під час будівництва
За офіційними даними уряду Катару, з 2012 по 2013 рік на будівництві в країні загинули 964 працівники з Непалу, Індії і Бангладеш. А в лютому 2021 року британська газета The Guardian оприлюднила жахливі факти про підготовку до турніру: у Катарі загинули понад 6,5 тисяч робітників-мігрантів з часу, коли країна отримала право приймати чемпіонат. Незадовго до відкриття чемпіонату повідомили про ще один скандал у Катарі: робочого з Непала посадили у в'язницю та не виплатили гроші за роботу.

### Пивне спонсорство ФІФА під загрозою
18 листопада 2022 року стало відомо, що Катар заборонив продаж алкоголю на стадіонах під час матчів чемпіонату світу. ФІФА виступила з заявою щодо позиції країни-господарки Мундіалю, підтримавши її ініціативу. Фанати збірної Еквадору вимагали повернути алкоголь на стадіони. Під час стартового матчу Чемпіонату проти збірної Катару вони влаштували скандування: «Ми хочемо пива, ми хочемо пива».

### Купівля матчів
Як повідомив журналіст Амджад Таха, катарці заплатили Еквадору 7,4 млн доларів, щоб виграти матч із рахунком 1:0 завдяки голу у другій половині. Головний тренер збірної Катару Фелікс Санчес прокоментував цю інформацію так: «Я думаю, що є багато дезінформації. Інтернет є чудовим інструментом, але він також дуже небезпечний, з моєї точки зору. Протягом багатьох років ми готувалися, тренувалися. Ми разом, ми сильні і є згуртованими, і ніхто не зможе дестабілізувати нас цією критикою, тому ми не постраждаємо».

### Скандали під час чемпіонату
Президент Камерунської федерації футболу Самюель Ето'о опинився в епіцентрі гучного скандалу, напавши на алжирського ютуб-блогера Sadouni SM після матчу 1/8 фіналу ЧС-2022 між збірними Бразилії та Південної Кореї Ето'О вдарив блогера після питань про суддівство під час кваліфікаційного матчу ЧС-2022 Алжир — Камерун (1:2). Крім того, блогер звинуватив Самюеля у купівлі цієї гри. Після цього Ето'О накинувся на алжирця і вдарив його ногою у голову.
У ФІФА розпочали дисциплінарне розслідування щодо збірної Сербії за неправомірні дії гравців та вболівальників, включаючи образливі вигуки під час матчу проти Швейцарії.

## Учасники

### Кваліфікація

Кваліфікована команда
Команда може кваліфікуватися
Команда не кваліфікувалася
Команда знялася чи була відсторонена
Не є членом ФІФА

6 конфедерацій-членів ФІФА проводили власні кваліфікаційні турніри. У кваліфікації мали право взяти усі 211 збірних-членів ФІФА. Попри те, що Катар автоматично потрапив до фінального турніру як господар, АФК зобов'язали їх брати участь у кваліфікації, оскільки перші два раунди слугують також кваліфікацією до Кубку Азії 2023. Сент-Люсія мали брати участь у кваліфікації, проте знялися ще до першого матчу. Північна Корея знялася з кваліфікації через безпекові побоювання стосовно пандемії COVID-19. Самоа та Американські Самоа знялися з кваліфікації ще до жеребкування ОФК. Тонга знялися після виверження Хунга-Тонга-Хунга-Хаапай у 2022 та послідущого цунамі. Також через випадки захворювання на COVID-19 серед гравців та персоналу з Вануату та Острови Кука.
На 31 березня 2022 (перед жеребкуванням групового етапу) 29 команд-учасників кваліфікувалися до фінального турніру, серед яких 22 учасники попереднього розіграшу. Катар — єдиний дебютант цього турніру, вперше господар чемпіонату є дебютантом з 1934. Таким чином вперше серед команд, які пройшли кваліфікацію, немає дебютантів. Збірні Нідерландів, Еквадору, Гани, Камеруну та Сполучених Штатів повернулися до Чемпіонату світу після пропуску попереднього турніру, а Канада повернулася через 36 років після їх дебюту у 1986.
Чотириразові чемпіони та переможці Євро-2020 — Італія — вперше у своїй історії пропускає другий поспіль турнір після поразки у плей-оф кваліфікації УЄФА від Пн. Македонії. Італія — єдиний з попередніх чемпіонів, який не пройшов кваліфікацію. РФС вилучили з кваліфікації після нападу на Україну. А такі учасники Чемпіонату світу 2018, як Єгипет, Ісландія, Колумбія, Панама та Швеція не пройшли кваліфікацію до цього турніру.
| АФК (6) - Австралія - Іран - Катар (господар) - Південна Корея - Саудівська Аравія - Японія КАФ (5) - Гана - Камерун - Марокко - Сенегал - Туніс | КОНКАКАФ (4) - Канада - Коста-Рика - Мексика - США КОНМЕБОЛ (4) - Аргентина - Бразилія - Еквадор - Уругвай ОФК (0) - Ніхто не кваліфікувався | УЄФА (13) - Англія - Бельгія - Данія - Іспанія - Нідерланди - Німеччина - Польща - Португалія - Сербія - Уельс - Хорватія - Швейцарія - Франція |  |

### Жеребкування
Жеребкування групового етапу відбулося 1 квітня 2022 року о 19:00 AST (19:00 за київським часом) у «Доха виставковий і конференц-центр» у столиці Катару Досі, до завершення кваліфікації. Таким чином, на момент жеребкування не були відомі два переможці міжконтинентальних плей-оф та переможець шляху A плей-оф УЄФА.
Для жеребкування, 32 команди розподіляються на 4 кошики згідно з рейтингом ФІФА на 31 березня 2022. В кошик 1 потрапляє країна-господар Катар (якій автоматично присвоюється позиція A1), а також 7 найкращих збірних в рейтингу. Наступні 8 команд в рейтингу потрапляють до кошику 2, а наступні 8 після них — до кошику 3. В кошик 4 потрапляють решта команд, а також переможці міжконтинентальних плей-оф та шляху A плей-оф УЄФА, які ще не відомі на момент жеребкування. Команди з однієї конфедерації не можуть потрапити до однієї групи, за виключенням команд УЄФА, яких може бути не більше двох в групі. Ці обмеження також накладаються і на переможців плей-оф, для яких враховуються конфедерації обох учасників (на приклад, переможець плей-оф АФК-КОНМЕБОЛ не може потрапити ані в групу з командами з АФК, ані з КОНМЕБОЛ). Жеребкування починається з кошику 1 і закінчується кошиком 4, де кожна команда потрапляє в першу вільну групу за латинським алфавітом. Позиція кожної команди в групі також визначається жеребкуванням (окрім команд з кошику 1, яким автоматично присвоюють позицію 1). Кошики виглядають наступним чином:
| Кошик 1 | Кошик 2 | Кошик 3 | Кошик 4 |
| --- | --- | --- | --- |
| - Катар (51) (господарі) - Бразилія (1) - Бельгія (2) - Франція (3) - Аргентина (4) - Англія (5) - Іспанія (7) - Португалія (8) | - Мексика (9) - Нідерланди (10) - Данія (11) - Німеччина (12) - Уругвай (13) - Швейцарія (14) - США (15) - Хорватія (16) | - Сенегал (20) - Іран (21) - Японія (23) - Марокко (24) - Сербія (25) - Польща (26) - Південна Корея (29) - Туніс (35) | - Камерун (37) - Канада (38) - Еквадор (46) - Саудівська Аравія (49) - Гана (60) - Уельс (18) - Австралія (42) - Коста-Рика (31) |

## Арбітри
19 травня 2022 року ФІФА затвердила список з 36 суддів та 63 асистентів арбітрів, відібраних для обслуговування матчів чемпіонату світу.

## Стадіони
| Лусаїл                                                | Ель-Хаур                                              | Доха                                                       | Доха                                                       |
| ----------------------------------------------------- | ----------------------------------------------------- | ---------------------------------------------------------- | ---------------------------------------------------------- |
| Лусаїл-Айконік                                        | Ель-Байт                                              | Стадіон 974                                                | Ель-Туммама                                                |
| К-ість глядачів: 80 000                               | К-ість глядачів: 60 000                               | К-ість глядачів: 40 000                                    | К-ість глядачів: 40 000                                    |
|                                                       |                                                       |                                                            |                                                            |
| Міста-господаріЛусаїл Доха Ель-Хаур Ель-Вакра Ер-Раян | Міста-господаріЛусаїл Доха Ель-Хаур Ель-Вакра Ер-Раян | Стадіони в Досі та околицяхЕдюкейшн 974 Халіфа Ель-Туммама | Стадіони в Досі та околицяхЕдюкейшн 974 Халіфа Ель-Туммама |
| Ель-Вакра                                             | Ер-Раян                                               | Ер-Раян                                                    | Ер-Раян                                                    |
| Ель-Джануб                                            | Ахмед бін Алі                                         | Ед'юкейшн Сіті Стедіум                                     | Халіфа                                                     |
| К-ість глядачів: 40 000                               | К-ість глядачів: 44 740                               | К-ість глядачів: 45 350                                    | К-ість глядачів: 40 000 (реконструйований)                 |
|                                                       |                                                       |                                                            |                                                            |

## Розклад
ФІФА затвердили розклад матчів 15 липня 2020. Матч-відкриття за участі Катару відбудеться 20 листопада 2022 о 18:00 (UTC+3) на стадіоні Ель-Байт. Впродовж групового етапу, кожен день проводиться по 4 матчі, які починаються о 13:00, 16:00, 19:00 і 22:00 для перших двох раундів та о 18:00 і 22:00 одночасних матчів останнього раунду та стадії плей-оф. Матч за третє місце відбудеться 17 грудня 2022 на стадіоні Халіфа, а фінал відбудеться 18 грудня 2022 на стадіоні Лусаїл-Айконік, обидва матчі о 18:00.
На відміну від попередніх турнірів, в яких місця проведення та час початку для кожного матчу були задані до жеребкування, присвоєння часу початку та стадіону відбувалося вже після жеребкування, коли стали відомі команди та матчі між ними. Це пов'язано з близьким розташуванням стадіонів, що дає змогу оптимізувати розподіл стадіонів для глядачів та час початку матчів для телеглядачів. Для матчі групового етапу стадіони між групами розподіляються наступним чином:
- Групи A, B, E, F: Ель-Байт, Халіфа, Ель-Туммама, Ахмед бін Алі
- Групи C, D, G, H: Лусаїл-Айконік, Стадіон 974, Ед'юкейшн Сіті Стедіум, Ель-Джануб

## Груповий етап

### Правила розподілу місць
Місця команд у групах визначають так:
1. Кількість очок, набраних в усіх матчах у групі;
2. Різниця м'ячів у всіх матчах у групі;
3. Кількість забитих м'ячів у всіх матчах у групі;
4. Кількість очок, набрана в матчах між командами з рівними показниками;
5. Різниця м'ячів у матчах між командами з рівними показниками;
6. Кількість забитих м'ячів у матчах між командами з рівними показниками;
7. Очки фейр-плей в усіх матчах у групі (гравець може отримати лише одне з перерахованих покарань за один матч):   - Жовта картка: –1 бал;
  - Непряма червона (дві жовті картки): –3 бали;
  - Пряма червона картка: –4 бали;
  - Жовта та пряма червона картки: –5 бали;
8. Жеребкування.

### Група A
| Поз | Команда        | І | В | Н | П | ГЗ | ГП | РГ | О | Кваліфікація    |
| --- | -------------- | - | - | - | - | -- | -- | -- | - | --------------- |
| 1   | Нідерланди (Q) | 3 | 2 | 1 | 0 | 5  | 1  | +4 | 7 | Вихід у плей-оф |
| 2   | Сенегал (Q)    | 3 | 2 | 0 | 1 | 5  | 4  | +1 | 6 | Вихід у плей-оф |
| 3   | Еквадор (E)    | 3 | 1 | 1 | 1 | 4  | 3  | +1 | 4 |                 |
| 4   | Катар (H, E)   | 3 | 0 | 0 | 3 | 1  | 7  | −6 | 0 |                 |

| 20 листопада 2022 18:00 |

| Катар | 0 – 2    | Еквадор                  |
| ----- | -------- | ------------------------ |
|       | Протокол | Валенсія 16' (пен.), 31' |

| Ель-Байт, Ель-Хаур Глядачів: 67 372 Арбітр: Даніеле Орсато (Італія) |

| 21 листопада 2022 18:00 |

| Сенегал | 0 – 2    | Нідерланди                  |
| ------- | -------- | --------------------------- |
|         | Протокол | - Гакпо 84' - Классен 90+9' |

| Ель-Туммама, Доха Глядачів: 41 721 Арбітр: Вілтон Сампайо (Бразилія) |

| 25 листопада 2022 15:00 |

| Катар         | 1 – 3    | Сенегал                            |
| ------------- | -------- | ---------------------------------- |
| - Мунтарі 78' | Протокол | - Діа 41' - Д'єдью 48' - Дьєнг 84' |

| Ель-Туммама, Доха Глядачів: 41 797 Арбітр: Антоніо Матео Лаос (Іспанія) |

| 25 листопада 2022 18:00 |

| Нідерланди | 1 – 1    | Еквадор        |
| ---------- | -------- | -------------- |
| - Гакпо 6' | Протокол | - Валенсія 49' |

| Халіфа, Ер-Раян Глядачів: 44 833 Арбітр: Мустафа Горбаль (Алжир) |

| 29 листопада 2022 17:00 |

| Еквадор       | 1 – 2    | Сенегал                          |
| ------------- | -------- | -------------------------------- |
| - Кайседо 67' | Протокол | - Сарр 44' (пен.) - Кулібалі 70' |

| Халіфа, Ер-Раян Глядачів: 44 569 Арбітр: Клеман Тюрпен (Франція) |

| 29 листопада 2022 17:00 |

| Нідерланди                | 2 – 0    | Катар |
| ------------------------- | -------- | ----- |
| - Гакпо 26' - де Йонг 49' | Протокол |       |

| Ель-Байт, Ель-Хаур Глядачів: 66 784 Арбітр: Бакарі Гассама (Гамбія) |

### Група B
| Поз | Команда    | І | В | Н | П | ГЗ | ГП | РГ | О | Кваліфікація    |
| --- | ---------- | - | - | - | - | -- | -- | -- | - | --------------- |
| 1   | Англія (Q) | 3 | 2 | 1 | 0 | 9  | 2  | +7 | 7 | Вихід у плей-оф |
| 2   | США (Q)    | 3 | 1 | 2 | 0 | 2  | 1  | +1 | 5 | Вихід у плей-оф |
| 3   | Іран (E)   | 3 | 1 | 0 | 2 | 4  | 7  | −3 | 3 |                 |
| 4   | Уельс (E)  | 3 | 0 | 1 | 2 | 1  | 6  | −5 | 1 |                 |

| 21 листопада 2022 15:00 |

| Англія                                                                      | 6 – 2    | Іран                        |
| --------------------------------------------------------------------------- | -------- | --------------------------- |
| - Беллінгем 35' - Сака 43', 62' - Стерлінг 45+1' - Рашфорд 71' - Гріліш 90' | Протокол | - Таремі 65', 90+12' (пен.) |

| Халіфа, Ер-Раян Глядачів: 45 334 Арбітр: Рафаель Клаус (Бразилія) |

| 21 листопада 2022 21:00 |

| США       | 1 – 1    | Уельс             |
| --------- | -------- | ----------------- |
| - Веа 36' | Протокол | - Бейл 82' (пен.) |

| Ахмед бін Алі, Ер-Раян Арбітр: Абдулрахман Аль-Джассім (Катар) |

| 25 листопада 2022 12:00 |

| Уельс | 0 – 2    | Іран                          |
| ----- | -------- | ----------------------------- |
|       | Протокол | - Чешмі 90+8' - Резеян 90+11' |

| Ахмед бін Алі, Ер-Раян Глядачів: 40 875 Арбітр: Маріо Ескобар (Гватемала) |

| 25 листопада 2022 21:00 |

| Англія | 0 – 0    | США |
| ------ | -------- | --- |
|        | Протокол |     |

| Ель-Байт, Ель-Хаур Глядачів: 68 463 Арбітр: Хесус Валенсуела (Венесуела) |

| 29 листопада 2022 21:00 |

| Уельс | 0 – 3    | Англія                         |
| ----- | -------- | ------------------------------ |
|       | Протокол | - Рашфорд 50', 68' - Фоден 52' |

| Ахмед бін Алі, Ер-Раян Глядачів: 44 297 Арбітр: Славко Винчич (Словенія) |

| 29 листопада 2022 21:00 |

| Іран | 0 – 1    | США           |
| ---- | -------- | ------------- |
|      | Протокол | - Пулишич 38' |

| Ель-Туммама, Доха Глядачів: 42 127 Арбітр: Антоніо Матео Лаос (Іспанія) |

### Група C
| Поз | Команда               | І | В | Н | П | ГЗ | ГП | РГ | О | Кваліфікація     |
| --- | --------------------- | - | - | - | - | -- | -- | -- | - | ---------------- |
| 1   | Аргентина (Q)         | 3 | 2 | 0 | 1 | 5  | 2  | +3 | 6 | Вихід до плей-оф |
| 2   | Польща (Q)            | 3 | 1 | 1 | 1 | 2  | 2  | 0  | 4 | Вихід до плей-оф |
| 3   | Мексика (E)           | 3 | 1 | 1 | 1 | 2  | 3  | −1 | 4 |                  |
| 4   | Саудівська Аравія (E) | 3 | 1 | 0 | 2 | 3  | 5  | −2 | 3 |                  |

| 22 листопада 2022 12:00 |

| Аргентина          | 1 – 2    | Саудівська Аравія               |
| ------------------ | -------- | ------------------------------- |
| - Мессі 10' (пен.) | Протокол | - Аш-Шегрі 48' - Ад-Давсарі 53' |

| Лусаїл-Айконік, Лусаїл Глядачів: 88 012 Арбітр: Славко Винчич (Словенія) |

| 22 листопада 2022 18:00 |

| Мексика | 0 – 0    | Польща |
| ------- | -------- | ------ |
|         | Протокол |        |

| Стадіон 974, Доха Глядачів: 39 369 Арбітр: Кріс Біт (Австралія) |

| 26 листопада 2022 15:00 |

| Польща                               | 2 – 0    | Саудівська Аравія |
| ------------------------------------ | -------- | ----------------- |
| - Зелінський 39' - Левандовський 82' | Протокол |                   |

| Ед'юкейшн Сіті Стедіум, Ер-Раян Глядачів: 44 259 Арбітр: Вілтон Сампайо (Бразилія) |

| 26 листопада 2022 21:00 |

| Аргентина                   | 2 – 0    | Мексика |
| --------------------------- | -------- | ------- |
| - Мессі 64' - Фернандес 87' | Протокол |         |

| Лусаїл-Айконік, Лусаїл Глядачів: 88 966 Арбітр: Даніеле Орсато (Італія) |

| 30 листопада 2022 21:00 |

| Польща | 0 – 2    | Аргентина                         |
| ------ | -------- | --------------------------------- |
|        | Протокол | - Мак Аллістер 46' - Альварес 68' |

| Стадіон 974, Доха Глядачів: 44 089 Арбітр: Данні Маккелі (Нідерланди) |

| 30 листопада 2022 21:00 |

| Саудівська Аравія  | 1 – 2    | Мексика                  |
| ------------------ | -------- | ------------------------ |
| - ад-Давсарі 90+5' | Протокол | - Мартін 46' - Чавес 52' |

| Лусаїл-Айконік, Лусаїл Глядачів: 84 985 Арбітр: Майкл Олівер (Англія) |

### Група D
| Поз | Команда       | І | В | Н | П | ГЗ | ГП | РГ | О | Кваліфікація     |
| --- | ------------- | - | - | - | - | -- | -- | -- | - | ---------------- |
| 1   | Франція (Q)   | 3 | 2 | 0 | 1 | 6  | 3  | +3 | 6 | Вихід до плей-оф |
| 2   | Австралія (Q) | 3 | 2 | 0 | 1 | 3  | 4  | −1 | 6 | Вихід до плей-оф |
| 3   | Туніс (E)     | 3 | 1 | 1 | 1 | 1  | 1  | 0  | 4 |                  |
| 4   | Данія (E)     | 3 | 0 | 1 | 2 | 1  | 3  | −2 | 1 |                  |

| 22 листопада 2022 15:00 |

| Данія | 0 – 0    | Туніс |
| ----- | -------- | ----- |
|       | Протокол |       |

| Ед'юкейшн Сіті Стедіум, Ер-Раян Глядачів: 42 925 Арбітр: Сезар Артуро Рамос (Мексика) |

| 22 листопада 2022 21:00 |

| Франція                                  | 4 – 1    | Австралія   |
| ---------------------------------------- | -------- | ----------- |
| - Рабйо 27' - Жіру 32', 71' - Мбаппе 68' | Протокол | - Гудвін 9' |

| Ель-Джануб, Ель-Вакра Глядачів: 40 875 Арбітр: Віктор Гомес (Південно-Африканська Республіка) |

| 26 листопада 2022 12:00 |

| Туніс | 0 – 1    | Австралія |
| ----- | -------- | --------- |
|       | Протокол | - Дюк 23' |

| Ель-Джануб, Ель-Вакра Глядачів: 41 823 Арбітр: Даніель Зіберт (Німеччина) |

| 26 листопада 2022 18:00 |

| Франція           | 2 – 1    | Данія               |
| ----------------- | -------- | ------------------- |
| - Мбаппе 61', 86' | Протокол | - А. Крістенсен 68' |

| Стадіон 974, Доха Глядачів: 42 860 Арбітр: Шимон Марциняк (Польща) |

| 30 листопада 2022 17:00 |

| Австралія  | 1 – 0    | Данія |
| ---------- | -------- | ----- |
| - Лекі 60' | Протокол |       |

| Ель-Джануб, Ель-Вакра Глядачів: 41 232 Арбітр: Мустафа Горбаль (Алжир) |

| 30 листопада 2022 17:00 |

| Туніс       | 1 – 0    | Франція |
| ----------- | -------- | ------- |
| - Хазрі 58' | Протокол |         |

| Ед'юкейшн Сіті Стедіум, Ер-Раян Глядачів: 43 627 Арбітр: Метью Конгер (Нова Зеландія) |

### Група E
| Поз | Команда        | І | В | Н | П | ГЗ | ГП | РГ | О | Кваліфікація     |
| --- | -------------- | - | - | - | - | -- | -- | -- | - | ---------------- |
| 1   | Японія (Q)     | 3 | 2 | 0 | 1 | 4  | 3  | +1 | 6 | Вихід до плей-оф |
| 2   | Іспанія (Q)    | 3 | 1 | 1 | 1 | 9  | 3  | +6 | 4 | Вихід до плей-оф |
| 3   | Німеччина (E)  | 3 | 1 | 1 | 1 | 6  | 5  | +1 | 4 |                  |
| 4   | Коста-Рика (E) | 3 | 1 | 0 | 2 | 3  | 11 | −8 | 3 |                  |

| 23 листопада 2022 15:00 |

| Німеччина             | 1 – 2    | Японія                 |
| --------------------- | -------- | ---------------------- |
| - Гюндоган 33' (пен.) | Протокол | - Доан 75' - Асано 83' |

| Халіфа, Ер-Раян Глядачів: 42 608 Арбітр: Іван Бартон (Сальвадор) |

| 23 листопада 2022 18:00 |

| Іспанія                                                                                  | 7 – 0    | Коста-Рика |
| ---------------------------------------------------------------------------------------- | -------- | ---------- |
| - Ольмо 11' - Асенсіо 21' - Торрес 31' (пен.), 54' - Гаві 74' - Солер 90' - Мората 90+2' | Протокол |            |

| Ель-Туммама, Доха Глядачів: 40 013 Арбітр: Мохаммед Абдулла Хассан Мохамед (Об'єднані Арабські Емірати) |

| 27 листопада 2022 12:00 |

| Японія | 0 – 1    | Коста-Рика   |
| ------ | -------- | ------------ |
|        | Протокол | - Фуллер 81' |

| Ахмед бін Алі, Ер-Раян Глядачів: 41 479 Арбітр: Майкл Олівер (Англія) |

| 27 листопада 2022 21:00 |

| Іспанія      | 1 – 1    | Німеччина       |
| ------------ | -------- | --------------- |
| - Мората 62' | Протокол | - Фюллькруг 83' |

| Ель-Байт, Ель-Хаур Глядачів: 68 895 Арбітр: Данні Маккелі (Нідерланди) |

| 1 грудня 2022 21:00 |

| Японія                  | 2 – 1    | Іспанія      |
| ----------------------- | -------- | ------------ |
| - Доан 48' - Танака 51' | Протокол | - Мората 12' |

| Халіфа, Ер-Раян Глядачів: 44 851 Арбітр: Віктор Гомес (Південно-Африканська Республіка) |

| 1 грудня 2022 21:00 |

| Коста-Рика                | 2 – 4    | Німеччина                                      |
| ------------------------- | -------- | ---------------------------------------------- |
| - Техеда 58' - Варгас 70' | Протокол | - Гнабрі 10' - Гаверц 73', 85' - Фюллькруг 89' |

| Ель-Байт, Ель-Хаур Глядачів: 67 054 Арбітр: Стефані Фраппар (Франція) |

### Група F
| Поз | Команда      | І | В | Н | П | ГЗ | ГП | РГ | О | Кваліфікація     |
| --- | ------------ | - | - | - | - | -- | -- | -- | - | ---------------- |
| 1   | Марокко (Q)  | 3 | 2 | 1 | 0 | 4  | 1  | +3 | 7 | Вихід до плей-оф |
| 2   | Хорватія (Q) | 3 | 1 | 2 | 0 | 4  | 1  | +3 | 5 | Вихід до плей-оф |
| 3   | Бельгія (E)  | 3 | 1 | 1 | 1 | 1  | 2  | −1 | 4 |                  |
| 4   | Канада (E)   | 3 | 0 | 0 | 3 | 2  | 7  | −5 | 0 |                  |

| 23 листопада 2022 12:00 |

| Марокко | 0 – 0    | Хорватія |
| ------- | -------- | -------- |
|         | Протокол |          |

| Ель-Байт, Ель-Хаур Глядачів: 59 407 Арбітр: Фернандо Рапалліні (Аргентина) |

| 23 листопада 2022 21:00 |

| Бельгія       | 1 – 0    | Канада |
| ------------- | -------- | ------ |
| - Батшуаї 44' | Протокол |        |

| Ахмед бін Алі, Ер-Раян Глядачів: 40 432 Арбітр: Дженні Сіказве (Замбія) |

| 27 листопада 2022 15:00 |

| Бельгія | 0 – 2    | Марокко                       |
| ------- | -------- | ----------------------------- |
|         | Протокол | - Сабірі 73' - Абухляль 90+2' |

| Ель-Туммама, Доха Глядачів: 43 738 Арбітр: Сезар Артуро Рамос (Мексика) |

| 27 листопада 2022 18:00 |

| Хорватія                                     | 4 – 1    | Канада      |
| -------------------------------------------- | -------- | ----------- |
| - Крамарич 36', 70' - Лівая 44' - Маєр 90+4' | Протокол | - Дейвіс 2' |

| Халіфа, Ер-Раян Глядачів: 44 374 Арбітр: Андрес Матонте (Уругвай) |

| 1 грудня 2022 17:00 |

| Хорватія | 0 – 0    | Бельгія |
| -------- | -------- | ------- |
|          | Протокол |         |

| Ахмед бін Алі, Ер-Раян Глядачів: 43 984 Арбітр: Ентоні Тейлор (Англія) |

| 1 грудня 2022 17:00 |

| Канада           | 1 – 2    | Марокко                   |
| ---------------- | -------- | ------------------------- |
| - Аґерд 40' (аг) | Протокол | - Зієш 4' - Ен-Несірі 23' |

| Ель-Туммама, Доха Глядачів: 43 102 Арбітр: Рафаель Клаус (Бразилія) |

### Група G
| Поз | Команда       | І | В | Н | П | ГЗ | ГП | РГ | О | Кваліфікація     |
| --- | ------------- | - | - | - | - | -- | -- | -- | - | ---------------- |
| 1   | Бразилія (Q)  | 3 | 2 | 0 | 1 | 3  | 1  | +2 | 6 | Вихід до плей-оф |
| 2   | Швейцарія (Q) | 3 | 2 | 0 | 1 | 4  | 3  | +1 | 6 | Вихід до плей-оф |
| 3   | Камерун (E)   | 3 | 1 | 1 | 1 | 4  | 4  | 0  | 4 |                  |
| 4   | Сербія (E)    | 3 | 0 | 1 | 2 | 5  | 8  | −3 | 1 |                  |

| 24 листопада 2022 12:00 |

| Швейцарія    | 1 – 0    | Камерун |
| ------------ | -------- | ------- |
| - Емболо 48' | Протокол |         |

| Ель-Джануб, Ель-Вакра Глядачів: 39 089 Арбітр: Факундо Тельйо (Аргентина) |

| 24 листопада 2022 21:00 |

| Бразилія              | 2 – 0    | Сербія |
| --------------------- | -------- | ------ |
| - Рішарлісон 62', 73' | Протокол |        |

| Лусаїл-Айконік, Лусаїл Глядачів: 88 103 Арбітр: Аліреза Фагані (Іран) |

| 28 листопада 2022 12:00 |

| Камерун                                            | 3 – 3    | Сербія                                                      |
| -------------------------------------------------- | -------- | ----------------------------------------------------------- |
| - Кастеллетто 29' - Абубакар 63' - Шупо-Мотінг 66' | Протокол | - Павлович 45+1' - С. Милинкович-Савич 45+3' - Митрович 53' |

| Ель-Джануб, Ель-Вакра Арбітр: Мохаммед Абдулла Хассан Мохамед (Об'єднані Арабські Емірати) |

| 28 листопада 2022 18:00 |

| Бразилія       | 1 – 0    | Швейцарія |
| -------------- | -------- | --------- |
| - Каземіро 83' | Протокол |           |

| Стадіон 974, Доха Глядачів: 43 649 Арбітр: Іван Бартон (Сальвадор) |

| 2 грудня 2022 21:00 |

| Сербія                        | 2 – 3    | Швейцарія                               |
| ----------------------------- | -------- | --------------------------------------- |
| - Митрович 26' - Влахович 35' | Протокол | - Шачірі 20' - Емболо 44' - Фройлер 48' |

| Стадіон 974, Доха Глядачів: 41 378 Арбітр: Фернандо Рапалліні (Аргентина) |

| 2 грудня 2022 21:00 |

| Камерун          | 1 – 0    | Бразилія |
| ---------------- | -------- | -------- |
| - Абубакар 90+2' | Протокол |          |

| Лусаїл-Айконік, Лусаїл Глядачів: 85 986 Арбітр: Ісмаїл Ельфат (Сполучені Штати Америки) |

### Група H
| Поз | Команда            | І | В | Н | П | ГЗ | ГП | РГ | О | Кваліфікація     |
| --- | ------------------ | - | - | - | - | -- | -- | -- | - | ---------------- |
| 1   | Португалія (Q)     | 3 | 2 | 0 | 1 | 6  | 4  | +2 | 6 | Вихід до плей-оф |
| 2   | Південна Корея (Q) | 3 | 1 | 1 | 1 | 4  | 4  | 0  | 4 | Вихід до плей-оф |
| 3   | Уругвай (E)        | 3 | 1 | 1 | 1 | 2  | 2  | 0  | 4 |                  |
| 4   | Гана (E)           | 3 | 1 | 0 | 2 | 5  | 7  | −2 | 3 |                  |

| 24 листопада 2022 15:00 |

| Уругвай | 0 – 0    | Південна Корея |
| ------- | -------- | -------------- |
|         | Протокол |                |

| Ед'юкейшн Сіті Стедіум, Ер-Раян Глядачів: 41 663 Арбітр: Клеман Тюрпен (Франція) |

| 24 листопада 2022 18:00 |

| Португалія                                   | 3 – 2    | Гана                  |
| -------------------------------------------- | -------- | --------------------- |
| - Роналду 65' (пен.) - Фелікс 78' - Леан 80' | Протокол | - Аю 73' - Букарі 89' |

| Стадіон 974, Доха Глядачів: 42 662 Арбітр: Ісмаїл Ельфат (Сполучені Штати Америки) |

| 28 листопада 2022 15:00 |

| Південна Корея       | 2 – 3    | Гана                          |
| -------------------- | -------- | ----------------------------- |
| - Чо Гю Сон 58', 61' | Протокол | - Салісу 24' - Кудус 34', 68' |

| Ед'юкейшн Сіті Стедіум, Ер-Раян Глядачів: 43 983 Арбітр: Ентоні Тейлор (Англія) |

| 28 листопада 2022 21:00 |

| Португалія             | 2 – 0    | Уругвай |
| ---------------------- | -------- | ------- |
| - Фернандеш 54', 90+3' | Протокол |         |

| Лусаїл-Айконік, Лусаїл Глядачів: 88 668 Арбітр: Аліреза Фагані (Іран) |

| 2 грудня 2022 17:00 |

| Гана | 0 – 2    | Уругвай                  |
| ---- | -------- | ------------------------ |
|      | Протокол | - Де Арраскаета 26', 32' |

| Ель-Джануб, Ель-Вакра Глядачів: 43 443 Арбітр: Даніель Зіберт (Німеччина) |

| 2 грудня 2022 17:00 |

| Південна Корея                          | 2 – 1    | Португалія |
| --------------------------------------- | -------- | ---------- |
| - Кім Йон Гвон 27' - Хван Хі Чхан 90+1' | Протокол | - Орта 5'  |

| Ед'юкейшн Сіті Стедіум, Ер-Раян Глядачів: 44 097 Арбітр: Факундо Тельйо (Аргентина) |

## Плей-оф
У стадії плей-оф, якщо основний час завершується з нічийним рахунком, команди продовжують гру вже у додатковому часу (два тайми по 15 хвилин) та за потреби (якщо по завершенню додаткового часу рахунок залишається рівним) переможець матчу визначається серією пенальті.

### Турнірна сітка
|  | 1/8 фіналу                          | 1/8 фіналу                          |                                |       | 1/4 фіналу          | 1/4 фіналу          |                              |                              | 1/2 фіналу | 1/2 фіналу |  |  | Фінал | Фінал |
|  |                                     |                                     |                                |       |                     |                     |                              |                              |            |            |  |  |       |       |
|  | 3 грудня – Ер-Раян (Халіфа)         |                                     |                                |       |                     |                     |                              |                              |            |            |  |  |       |       |
|  |                                     |                                     |                                |       |                     |                     |                              |                              |            |            |  |  |       |       |
|  | Нідерланди                          | 3                                   |                                |       |                     |                     |                              |                              |            |            |  |  |       |       |
|  | Нідерланди                          | 3                                   | 9 грудня – Лусаїл              |       |                     |                     |                              |                              |            |            |  |  |       |       |
|  | США                                 | 1                                   |                                |       |                     |                     |                              |                              |            |            |  |  |       |       |
|  | США                                 | 1                                   | Нідерланди                     | 2 (3) |                     |                     |                              |                              |            |            |  |  |       |       |
|  | 3 грудня – Ер-Раян (Ахмед бін Алі)  |                                     | Нідерланди                     | 2 (3) |                     |                     |                              |                              |            |            |  |  |       |       |
|  |                                     | Аргентина                           | 2 (4)                          |       |                     |                     |                              |                              |            |            |  |  |       |       |
|  | Аргентина                           | Аргентина                           | 2 (4)                          | 2     |                     |                     |                              |                              |            |            |  |  |       |       |
|  | Аргентина                           |                                     | 13 грудня – Лусаїл             | 2     |                     |                     |                              |                              |            |            |  |  |       |       |
|  | Австралія                           | 1                                   |                                |       |                     |                     |                              |                              |            |            |  |  |       |       |
|  | Австралія                           | 1                                   | Аргентина                      | 3     |                     |                     |                              |                              |            |            |  |  |       |       |
|  | 5 грудня – Ель-Вакра                |                                     | Аргентина                      | 3     |                     |                     |                              |                              |            |            |  |  |       |       |
|  |                                     | Хорватія                            | 0                              |       |                     |                     |                              |                              |            |            |  |  |       |       |
|  | Японія                              | Хорватія                            | 0                              | 1 (1) |                     |                     |                              |                              |            |            |  |  |       |       |
|  | Японія                              | 9 грудня – Ер-Раян (Ед'юкейшн Сіті) |                                | 1 (1) |                     |                     |                              |                              |            |            |  |  |       |       |
|  | Хорватія                            | 1 (3)                               |                                |       |                     |                     |                              |                              |            |            |  |  |       |       |
|  | Хорватія                            | 1 (3)                               | Хорватія                       | 1 (4) |                     |                     |                              |                              |            |            |  |  |       |       |
|  | 5 грудня – Доха (974)               |                                     | Хорватія                       | 1 (4) |                     |                     |                              |                              |            |            |  |  |       |       |
|  |                                     | Бразилія                            | 1 (2)                          |       |                     |                     |                              |                              |            |            |  |  |       |       |
|  | Бразилія                            | Бразилія                            | 1 (2)                          | 4     |                     |                     |                              |                              |            |            |  |  |       |       |
|  | Бразилія                            |                                     | 18 грудня – Лусаїл             | 4     |                     |                     |                              |                              |            |            |  |  |       |       |
|  | Південна Корея                      | 1                                   |                                |       |                     |                     |                              |                              |            |            |  |  |       |       |
|  | Південна Корея                      | 1                                   | Аргентина                      | 3 (4) |                     |                     |                              |                              |            |            |  |  |       |       |
|  | 4 грудня – Ель-Хаур                 |                                     | Аргентина                      | 3 (4) |                     |                     |                              |                              |            |            |  |  |       |       |
|  |                                     | Франція                             | 3 (2)                          |       |                     |                     |                              |                              |            |            |  |  |       |       |
|  | Англія                              | Франція                             | 3 (2)                          | 3     |                     |                     |                              |                              |            |            |  |  |       |       |
|  | Англія                              | 10 грудня – Ель-Хаур                |                                | 3     |                     |                     |                              |                              |            |            |  |  |       |       |
|  | Сенегал                             | 0                                   |                                |       |                     |                     |                              |                              |            |            |  |  |       |       |
|  | Сенегал                             | 0                                   | Англія                         | 1     |                     |                     |                              |                              |            |            |  |  |       |       |
|  | 4 грудня – Доха (Ель-Туммама)       |                                     | Англія                         | 1     |                     |                     |                              |                              |            |            |  |  |       |       |
|  |                                     | Франція                             | 2                              |       |                     |                     |                              |                              |            |            |  |  |       |       |
|  | Франція                             | Франція                             | 2                              | 3     |                     |                     |                              |                              |            |            |  |  |       |       |
|  | Франція                             |                                     | 14 грудня – Ель-Хаур           | 3     |                     |                     |                              |                              |            |            |  |  |       |       |
|  | Польща                              | 1                                   |                                |       |                     |                     |                              |                              |            |            |  |  |       |       |
|  | Польща                              | 1                                   | Франція                        | 2     |                     |                     |                              |                              |            |            |  |  |       |       |
|  | 6 грудня – Ер-Раян (Ед'юкейшн Сіті) |                                     | Франція                        | 2     |                     |                     |                              |                              |            |            |  |  |       |       |
|  |                                     | Марокко                             | 0                              |       | Матч за третє місце | Матч за третє місце |                              |                              |            |            |  |  |       |       |
|  | Марокко                             | Марокко                             | 0                              | 0 (3) | Матч за третє місце | Матч за третє місце |                              |                              |            |            |  |  |       |       |
|  | Марокко                             | 10 грудня – Доха (Ель-Туммама)      | 10 грудня – Доха (Ель-Туммама) | 0 (3) |                     |                     | 17 грудня – Ер-Раян (Халіфа) | 17 грудня – Ер-Раян (Халіфа) |            |            |  |  |       |       |
|  | Іспанія                             | 10 грудня – Доха (Ель-Туммама)      | 10 грудня – Доха (Ель-Туммама) | 0 (0) |                     |                     | 17 грудня – Ер-Раян (Халіфа) | 17 грудня – Ер-Раян (Халіфа) |            |            |  |  |       |       |
|  | Іспанія                             | Марокко                             | 1                              | 0 (0) | Хорватія            | 2                   |                              |                              |            |            |  |  |       |       |
|  | 6 грудня – Лусаїл                   | Марокко                             | 1                              |       | Хорватія            | 2                   |                              |                              |            |            |  |  |       |       |
|  |                                     | Португалія                          | 0                              |       | Марокко             | 1                   |                              |                              |            |            |  |  |       |       |
|  | Португалія                          | Португалія                          | 0                              | 6     | Марокко             | 1                   |                              |                              |            |            |  |  |       |       |
|  | Португалія                          |                                     |                                | 6     |                     |                     |                              |                              |            |            |  |  |       |       |
|  | Швейцарія                           | 1                                   |                                |       |                     |                     |                              |                              |            |            |  |  |       |       |
|  | Швейцарія                           | 1                                   |                                |       |                     |                     |                              |                              |            |            |  |  |       |       |

### 1/8 фіналу
| 3 грудня 2022 17:00 |

| Нідерланди                              | 3 – 1    | США        |
| --------------------------------------- | -------- | ---------- |
| - Депай 10' - Блінд 45+1' - Дюмфріс 81' | Протокол | - Райт 76' |

| Халіфа, Ер-Раян Глядачів: 44 846 Арбітр: Вілтон Сампайо (Бразилія) |

| 3 грудня 2022 21:00 |

| Аргентина                  | 2 – 1    | Австралія            |
| -------------------------- | -------- | -------------------- |
| - Мессі 35' - Альварес 57' | Протокол | - Фернандес 77' (аг) |

| Ахмед бін Алі, Ер-Раян Глядачів: 45 032 Арбітр: Шимон Марциняк (Польща) |

| 4 грудня 2022 17:00 |

| Франція                        | 3 – 1    | Польща                       |
| ------------------------------ | -------- | ---------------------------- |
| - Жіру 44' - Мбаппе 74', 90+1' | Протокол | - Левандовський 90+9' (пен.) |

| Ель-Туммама, Доха Глядачів: 40 989 Арбітр: Хесус Валенсуела (Венесуела) |

| 4 грудня 2022 21:00 |

| Англія                                  | 3 – 0    | Сенегал |
| --------------------------------------- | -------- | ------- |
| - Гендерсон 39' - Кейн 45+3' - Сака 57' | Протокол |         |

| Ель-Байт, Ель-Хаур Глядачів: 65 985 Арбітр: Іван Бартон (Сальвадор) |

| 5 грудня 2022 17:00 |

| Японія                               | 1 – 1 (дч) | Хорватія                              |
| ------------------------------------ | ---------- | ------------------------------------- |
| - Маеда 43'                          | Протокол   | - Перишич 55'                         |
|                                      | Пенальті   |                                       |
| - Мінаміно - Мітома - Асано - Йосіда | 1–3        | - Влашич - Брозович - Лівая - Пашалич |

| Ель-Джануб, Ель-Вакра Глядачів: 42 523 Арбітр: Ісмаїл Ельфат (Сполучені Штати Америки) |

| 5 грудня 2022 21:00 |

| Бразилія                                                        | 4 – 1    | Південна Корея   |
| --------------------------------------------------------------- | -------- | ---------------- |
| - Вінісіус 7' - Неймар 13' (пен.) - Рішарлісон 29' - Пакета 36' | Протокол | - Пек Син Хо 76' |

| Стадіон 974, Доха Глядачів: 43 847 Арбітр: Клеман Тюрпен (Франція) |

| 6 грудня 2022 17:00 |

| Марокко                          | 0 – 0 (дч) | Іспанія                     |
| -------------------------------- | ---------- | --------------------------- |
|                                  | Протокол   |                             |
|                                  | Пенальті   |                             |
| - Сабірі - Зієш - Банун - Хакімі | 3–0        | - Сарабія - Солер - Бускетс |

| Ед'юкейшн Сіті Стедіум, Ер-Раян Глядачів: 44 667 Арбітр: Фернандо Рапалліні (Аргентина) |

| 6 грудня 2022 21:00 |

| Португалія                                                   | 6 – 1    | Швейцарія     |
| ------------------------------------------------------------ | -------- | ------------- |
| - Рамуш 17', 51', 67' - Пепе 33' - Геррейру 55' - Леан 90+2' | Протокол | - Аканджі 58' |

| Лусаїл-Айконік, Лусаїл Глядачів: 83 720 Арбітр: Сезар Артуро Рамос (Мексика) |

### 1/4 фіналу
| 9 грудня 2022 17:00 |

| Хорватія                         | 1 – 1 (дч) | Бразилія                                  |
| -------------------------------- | ---------- | ----------------------------------------- |
| - Петкович 117'                  | Протокол   | - Неймар 105+1'                           |
|                                  | Пенальті   |                                           |
| - Влашич - Маєр - Модрич - Оршич | 4–2        | - Родріго - Каземіро - Педро - Маркіньйос |

| Ед'юкейшн Сіті Стедіум, Ер-Раян Глядачів: 43 893 Арбітр: Майкл Олівер (Англія) |

| 9 грудня 2022 21:00 |

| Нідерланди                                             | 2 – 2 (дч) | Аргентина                                               |
| ------------------------------------------------------ | ---------- | ------------------------------------------------------- |
| - Веггорст 83', 90+11'                                 | Протокол   | - Моліна 35' - Мессі 73' (пен.)                         |
|                                                        | Пенальті   |                                                         |
| - ван Дейк - Бергейс - Копмейнерс - Веггорст - де Йонг | 3–4        | - Мессі - Паредес - Монтьєль - Фернандес - Ла. Мартінес |

| Лусаїл-Айконік, Лусаїл Глядачів: 88 966 Арбітр: Антоніо Матео Лаос (Іспанія) |

| 10 грудня 2022 17:00 |

| Марокко         | 1 – 0    | Португалія |
| --------------- | -------- | ---------- |
| - Ен-Несірі 42' | Протокол |            |

| Ель-Туммама, Доха Глядачів: 44 198 Арбітр: Факундо Тельйо (Аргентина) |

| 10 грудня 2022 21:00 |

| Англія            | 1 – 2    | Франція                  |
| ----------------- | -------- | ------------------------ |
| - Кейн 54' (пен.) | Протокол | - Чуамені 17' - Жіру 78' |

| Ель-Байт, Ель-Хаур Глядачів: 68 895 Арбітр: Вілтон Сампайо (Бразилія) |

### 1/2 фіналу
| 13 грудня 2022 21:00 |

| Аргентина                              | 3 – 0    | Хорватія |
| -------------------------------------- | -------- | -------- |
| - Мессі 34' (пен.) - Альварес 39', 69' | Протокол |          |

| Лусаїл-Айконік, Лусаїл Глядачів: 88 966 Арбітр: Даніеле Орсато (Італія) |

| 14 грудня 2022 21:00 |

| Франція                           | 2 – 0    | Марокко |
| --------------------------------- | -------- | ------- |
| - Т. Ернандес 5' - Коло Муані 79' | Протокол |         |

| Ель-Байт, Ель-Хаур Глядачів: 68 294 Арбітр: Сезар Артуро Рамос (Мексика) |

### Матч за третє місце
| 17 грудня 2022 17:00 |

| Хорватія                  | 2 – 1    | Марокко   |
| ------------------------- | -------- | --------- |
| - Гвардіол 7' - Оршич 42' | Протокол | - Дарі 9' |

| Халіфа, Ер-Раян Глядачів: 44 137 Арбітр: Абдулрахман Аль-Джассім (Катар) |

### Фінал
| 18 грудня 2022 17:00 |

| Аргентина                               | 3 – 3 (дч) | Франція                                 |
| --------------------------------------- | ---------- | --------------------------------------- |
| - Мессі 23' (пен.), 109' - Ді Марія 36' | Протокол   | - Мбаппе 80' (пен.), 81', 118' (пен.)   |
|                                         | Пенальті   |                                         |
| - Мессі - Дибала - Паредес - Монтьєль   | 4–2        | - Мбаппе - Коман - Чуамені - Коло Муані |

| «Лусаїл», Лусаїл Глядачів: 88 966 Арбітр: Шимон Марциняк (Польща) |

## Розподіл місць
| №                         | Команда           | Група | І | В | Н | П | М+ | М- | РМ | О  |
| ------------------------- | ----------------- | ----- | - | - | - | - | -- | -- | -- | -- |
| Фінал                     |                   |       |   |   |   |   |    |    |    |    |
| 1                         | Аргентина         | C     | 7 | 4 | 2 | 1 | 15 | 8  | +7 | 14 |
| 2                         | Франція           | D     | 7 | 5 | 1 | 1 | 16 | 8  | +8 | 16 |
| 3 та 4 місця              |                   |       |   |   |   |   |    |    |    |    |
| 3                         | Хорватія          | F     | 7 | 2 | 4 | 1 | 8  | 7  | +1 | 10 |
| 4                         | Марокко           | F     | 7 | 3 | 2 | 2 | 6  | 5  | +1 | 11 |
| Вибули у чвертьфіналах    |                   |       |   |   |   |   |    |    |    |    |
| 5                         | Нідерланди        | A     | 5 | 3 | 2 | 0 | 10 | 4  | +6 | 11 |
| 6                         | Англія            | B     | 5 | 3 | 1 | 1 | 13 | 4  | +9 | 10 |
| 7                         | Бразилія          | G     | 5 | 3 | 1 | 1 | 8  | 3  | +5 | 10 |
| 8                         | Португалія        | H     | 5 | 3 | 0 | 2 | 12 | 6  | +6 | 9  |
| Вибули в 1/8 фіналу       |                   |       |   |   |   |   |    |    |    |    |
| 9                         | Японія            | E     | 4 | 2 | 1 | 1 | 5  | 4  | +1 | 7  |
| 10                        | Сенегал           | A     | 4 | 2 | 0 | 2 | 5  | 7  | −2 | 6  |
| 11                        | Австралія         | D     | 4 | 2 | 0 | 2 | 4  | 6  | −2 | 6  |
| 12                        | Швейцарія         | G     | 4 | 2 | 0 | 2 | 5  | 9  | −4 | 6  |
| 13                        | Іспанія           | E     | 4 | 1 | 2 | 1 | 9  | 3  | +6 | 5  |
| 14                        | США               | B     | 4 | 1 | 2 | 1 | 3  | 4  | –1 | 5  |
| 15                        | Польща            | C     | 4 | 1 | 1 | 2 | 3  | 5  | –2 | 4  |
| 16                        | Південна Корея    | H     | 4 | 1 | 1 | 2 | 5  | 8  | −3 | 4  |
| Вибули на груповому етапі |                   |       |   |   |   |   |    |    |    |    |
| 17                        | Німеччина         | E     | 3 | 1 | 1 | 1 | 6  | 5  | +1 | 4  |
| 18                        | Еквадор           | A     | 3 | 1 | 1 | 1 | 4  | 3  | +1 | 4  |
| 19                        | Камерун           | G     | 3 | 1 | 1 | 1 | 4  | 4  | 0  | 4  |
| 20                        | Уругвай           | H     | 3 | 1 | 1 | 1 | 2  | 2  | 0  | 4  |
| 21                        | Туніс             | D     | 3 | 1 | 1 | 1 | 1  | 1  | 0  | 4  |
| 22                        | Мексика           | C     | 3 | 1 | 1 | 1 | 2  | 3  | −1 | 4  |
| 23                        | Бельгія           | F     | 3 | 1 | 1 | 1 | 1  | 2  | −1 | 4  |
| 24                        | Гана              | H     | 3 | 1 | 0 | 2 | 5  | 7  | −2 | 3  |
| 25                        | Саудівська Аравія | C     | 3 | 1 | 0 | 2 | 3  | 5  | −2 | 3  |
| 26                        | Іран              | B     | 3 | 1 | 0 | 2 | 4  | 7  | −3 | 3  |
| 27                        | Коста-Рика        | E     | 3 | 1 | 0 | 2 | 3  | 11 | −8 | 3  |
| 28                        | Данія             | D     | 3 | 0 | 1 | 2 | 1  | 3  | −2 | 1  |
| 29                        | Сербія            | G     | 3 | 0 | 1 | 2 | 5  | 8  | −3 | 1  |
| 30                        | Уельс             | B     | 3 | 0 | 1 | 2 | 1  | 6  | −5 | 1  |
| 31                        | Канада            | F     | 3 | 0 | 0 | 3 | 2  | 7  | −5 | 0  |
| 32                        | Катар (господарі) | A     | 3 | 0 | 0 | 3 | 1  | 7  | −6 | 0  |

## Статистика

### Бомбардири
8 голів
- Кіліан Мбаппе

7 голів
- Ліонель Мессі

4 голи
- Хуліан Альварес
- Олів'є Жіру

3 голи
- Маркус Рашфорд
- Букайо Сака
- Рішарлісон
- Еннер Валенсія
- Альваро Мората
- Коді Гакпо
- Гонсалу Рамуш

2 голи
- Гаррі Кейн
- Неймар
- Мохаммед Кудус
- Мегді Таремі
- Ферран Торрес
- Венсан Абубакар
- Юссеф Ен-Несірі
- Ваут Веггорст
- Кай Гаверц
- Ніклас Фюллькруг
- Чо Гю Сон
- Роберт Левандовський
- Рафаел Леан
- Бруну Фернандеш
- Салем ад-Давсарі
- Александар Митрович
- Джорджіан Де Арраскаета
- Андрей Крамарич
- Брель Емболо
- Ріцу Доан

1 гол
- Крейг Гудвін
- Мітчелл Дюк
- Метью Лекі
- Джуд Беллінгем
- Джордан Гендерсон
- Джек Гріліш
- Рахім Стерлінг
- Філ Фоден
- Анхель Ді Марія
- Алексіс Мак Аллістер
- Науель Моліна
- Енцо Фернандес
- Міші Батшуаї
- Вінісіус Жуніор
- Каземіро
- Лукас Пакета
- Андре Аю
- Осман Букарі
- Мохаммед Салісу
- Андреас Крістенсен
- Мойсес Кайседо
- Рамін Резеян
- Рузбег Чешмі
- Марко Асенсіо
- Гаві
- Дані Ольмо
- Карлос Солер
- Жан-Шарль Кастеллетто
- Ерік Максім Шупо-Мотінг
- Альфонсо Дейвіс
- Мохаммед Мунтарі
- Хуан Пабло Варгас
- Єльцин Техеда
- Кейшер Фуллер
- Кім Йон Гвон
- Пек Син Хо
- Хван Хі Чхан
- Закарія Абухляль
- Хакім Зієш
- Абдельхамід Сабірі
- Енрі Мартін
- Луїс Герардо Чавес
- Дейлі Блінд
- Мемфіс Депай
- Дензел Дюмфріс
- Френкі де Йонг
- Деві Классен
- Серж Гнабрі
- Ілкай Гюндоган
- Пйотр Зелінський
- Рафаел Геррейру
- Рікарду Орта
- Пепе
- Кріштіану Роналду
- Жоао Фелікс
- Салех Аш-Шегрі
- Булай Діа
- Фамара Д'єдью
- Бамба Дьєнг
- Каліду Кулібалі
- Ісмаїла Сарр
- Душан Влахович
- Сергій Милинкович-Савич
- Страхиня Павлович
- Вагбі Хазрі
- Тімоті Веа
- Крістіан Пулишич
- Хаджі Райт
- Гарет Бейл
- Тео Ернандес
- Рандаль Коло Муані
- Адріан Рабйо
- Орельєн Чуамені
- Марко Лівая
- Ловро Маєр
- Бруно Петкович
- Іван Перишич
- Мануель Аканджі
- Ремо Фройлер
- Джердан Шачірі
- Такума Асано
- Ао Танака
- Даідзен Маеда

1 автогол
- Енцо Фернандес (проти Австралії)
- Наєф Аґерд (проти Канади)

## Позначки
1. ↑  Переможець шляху A плей-оф УЄФА; не був відомий на момент жеребкування.
2. ↑  Переможець плей-оф АФК–КОНМЕБОЛ; не був відомий на момент жеребкування.
3. ↑  Переможець плей-оф КОНКАКАФ–ОФК; не був відомий на момент жеребкування.